# ستيفن لابثيسوفون
ستيفن لابثيسوفون (ولد في 31 مارس 1956) هو فنان وكاتب ومعلم أمريكي يعمل في مجال الفن المفاهيمي والنظرية النقدية ودراسات الإعاقة.

## الحياة المبكرة والتعليم
وُلِد لابثيسوفون في هيوستن، تكساس في عام 1956. حصل على درجة البكالوريوس في الفنون الجميلة من جامعة تكساس في أوستن في عام 1977 ودرجة الماجستير في الفنون الجميلة من مدرسة معهد شيكاغو للفنون في عام 1979. جمع عمله المبكر بين الشعر والأداء وفن الصوت والفنون البصرية مع الاهتمامات الفلسفية ما بعد الحداثة. وهو متأثر بإرث السيتواسيونيين، الذين سعوا إلى جعل الحياة اليومية محوراً للنشاط الفني.
قام لابثيسوفون بالتدريس في كلية كولومبيا في شيكاغو، ومدرسة معهد الفنون، وجامعة تكساس في دالاس. قام بتدريس الفن وتاريخ الفن في جامعة تكساس في أرلينجتون من عام 2007 إلى عام 2023.

## العمى
في عام 1994، وفي سن 39 عامًا، عانى لابثيسوفون من تدهور كبير في بصره بسبب مرض العصب البصري، وأصبح أعمى قانونيًا بعد علاج طبي مكثف. وقد تميزت أعماله اللاحقة كفنان تركيب، وفنان جرافيكي، ومنظر فني، وفنان صوتي بهذه التجربة. يتناول الكثير من أعماله التركيز المفرط على حاسة البصر في الثقافة الجمالية، ويسعى إلى تصحيحه.
أستخدم عمى بصري كرمزٍ لطرق تفسيرنا للعالم من خلال آلياتنا التأطيرية الخاصة. كما انجذبتُ أكثر فأكثر إلى إبداع أعمال فنية تتناول التعليق على العالم الحسي كما يُفهم من خلال الطعام والمطبخ والطبخ، والتفاعل من خلال الطعام وجمهور الفن. أتاحت لي مشاريعي الطهوية الأخيرة مخاطبة جميع الحواس ودراسة تفاعل عملياتنا الحسية.

## أعمال
في أعمال لابثيسوفون، يتم ترتيب الأشياء الموجودة والنصوص المكتوبة والتسجيلات الصوتية بطريقة تسمح "بتراكم طبقات المعاني والإشارات والارتباطات..." في ذهن مرتادي المعرض. في تركيبه الفني الذي أنجزه عام 2000 تحت عنوان "الدفاع عن العرض"، تم تشييد جدارين كبيرين في مساحة المعرض وتم تغطيتهما بقطع من الوسائط والصور والنصوص التي عثر عليها. أطلق أحد المراجعين في Artforum عليها اسم "عبء زائد من الشظايا الثقافية العامة والشخصية في نفس الوقت."
يمكن رؤية التقارب بين أجزاء من التاريخ الشخصي والثقافي والاجتماعي في كتابه "فندق تيرمينوس" الصادر عام 2005. يمتد هذا الاهتمام بمقارنة الأجزاء إلى العديد من منشآته، والتي تحتوي في كثير من الأحيان على أشياء موجودة مثل مخططات العين القديمة والملصقات وشعارات الجرافيتي.
تشمل أعمال لابثيسوفون الأخرى التسجيلات الصوتية، والمنشآت الخاصة بالموقع، والعروض، والبث الإذاعي، والكتب، والمحاضرات، والرسومات المرتجلة على الجدران والمؤطرة في المعارض.
في عام 2008، حصل لابثيسوفون على جائزة Wynn Newhouse المرموقة للفنانين ذوي الإعاقة. في تصريحه عند استلامه هذه الجائزة، قال لابثيسوفون: "من خلال التحقيق في قضايا الدوام والتغيير في التركيبات الخاصة بالموقع، آمل أن أكسر الحواجز بين المكان الذي ينتهي فيه العمل الفني وبداية الحياة اليومية."

## معارض فردية وجماعية مختارة
- مطاردة الورق، مركز أولد جيل للفنون، ألباني، تكساس (2022)
- أمريكا ستكون! :مسح المشهد المعاصر متحف دالاس للفنون، دالاس، تكساس (2019)
- الوداع الطويل، متحف مدينة كويريتارو، كويريتارو، المكسيك (2017)
- أساليب الإرادة الجذرية (النحت الإيطالي)، القطاع 2337، شيكاغو، إلينوي (2016)
- توكاري (غير) توكاري، مركز ناشر للنحت، دالاس، تكساس (2015)
- الزهور والأرقام، مشاريع البيت الطويل، نيويورك، نيويورك (2014)
- التركيزات 56: ستيفن لابثيسوفون - القهوة، والفواكه الموسمية، والخضروات الجذرية، و"قصائد مختارة"، متحف دالاس للفنون، دالاس، تكساس (2013)
- تكرار، الحجم الفعلي، لوس أنجلوس، كاليفورنيا (2013)

## المجموعات العامة
- متحف الفن المعاصر شيكاغو
- متحف دالاس للفنون

## المنشورات
- دفتر ملاحظات 1967-1968، صادر عن مركز ناشر للنحت، 2016 [6]
- كتابة فن السينما (1988-2010) ، نشرته دار نشر الفانوس الأخضر، 2010، طبعة 250.[7]
- فندق تيرمينوس، نشرته دار وايت وولز للنشر عام 1999.[8]

## التقدير والإقامات والجوائز
- فنان مُكرّم، معرض دالاس للفنون، دالاس، تكساس (2019)
- جائزة دوزير للسفر، متحف دالاس للفنون، دالاس، تكساس (2015)
- إقامة GuestHaus، لوس أنجلوس، كاليفورنيا (2013)
- جائزة موس/تشوملي، متحف ميدوز، دالاس، تكساس (2012)
- جائزة وين نيوهاوس (2008)
- منحة الإقامة، استوديو الصوت التجريبي. شيكاغو، إلينوي (2002)
- جائزة مجلس الفن/ أرتاديا، حائز على جائزة لجنة التحكيم (2001)
- مجلس الفنون في إلينوي، منحة إكمال المشروع (1999)

## التأثيرات
- فن الفقراء
- الأممية الوضعية
- روبرت سميثسون
- الرومانسية الإنجليزية
- مدرسة فرانكفورت

## روابط خارجية
- الموقع الرسمي
- مراجعة كتاب لابثيسوفون: كتابة الفن السينمائي 1988-2010
- "فلورا سونيك": تركيب صوتي عام ٢٠٠٤ في معهد لينكولن بارك الموسيقي، بُثّ على محطة WBEZ في شيكاغو: http://www.wbez.org/audio_library/848_rasep04.asp
- لابثيسوفون في مشروع زاجريوس، برلين: http://www.zagreus.net/archiv1.php?pageNum_home=1&totalRows_home=47
- أعمال لابثيسوفون في معرض كونديت، دالاس: http://www.conduitgallery.com/artist_pgs/lapthisophon.html